# Huis Nassau-Saarbrücken (1442-1574)
Het Huis Nassau-Saarbrücken was een zijtak van de Walramse Linie van het Huis Nassau, een Duitse adellijke familie. Het Huis Nassau-Saarbrücken ontstond in 1442 door een deling in de Walramse Linie en heerste over het graafschap Saarbrücken. Door huwelijk verkreeg het huis de heerlijkheid Heinsberg, het graafschap Saarwerden en de heerlijkheid Lahr-Mahlberg. Het huis stierf uit in 1574. Nadien waren er nog drie zijtakken die Nassau-Saarbrücken genoemd worden.

## Ontstaan van het huis
Het Huis Nassau-Saarbrücken ontstond in 1442 door de deling in de Walramse Linie tussen de twee zoons van graaf Filips I van Nassau-Weilburg: Filips II en Johan II. Deze hadden hun vader in 1429 opgevolgd en tot dan toe, onder regentschap van hun moeder Isabella van Lotharingen, gezamenlijk geregeerd. Filips ontving de bezittingen rechts van de Rijn (Nassau-Weilburg) en Johan ontving het graafschap Saarbrücken met Commercy en Morley (beide in Lotharingen). Daarmee ontstonden de takken Nassau-Weilburg en Nassau-Saarbrücken. Kirchheim en de heerlijkheden voor de Donnersberg en auf dem Gaue bleven in het gezamenlijk bezit van beide broers.
Het graafschap Saarbrücken was in 1381 door graaf Filips I geërfd van zijn grootvader van moederszijde Johan II van Saarbrücken. Filips I erfde in 1393 de heerlijkheden Kirchheim, Bolanden, Stauf, Dannenfels, Frankenstein, de helft van negen dorpen bij Worms en een deel van de ambten Jugenheim (in de Palts) en Wöllstein, van Hendrik II van Sponheim-Bolanden, de grootvader van zijn eerste echtgenote. De bezittingen bij Worms en in de Palts maakten deel uit van het bezit van het Huis Nassau-Saarbrücken.

## Regerende graven

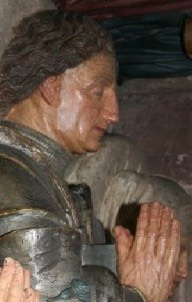
Johan II, detail van zijn graftombe

### Johan II (1442-1472)
Johan II van Nassau-Saarbrücken (Kirchheimbolanden, 4 april 1423 - Vaihingen, 25 juli 1472) was de tweede zoon van graaf Filips I van Nassau-Weilburg en Isabella van Lotharingen.
In 1429 volgde hij zijn vader op als graaf van Nassau-Weilburg en als graaf van Saarbrücken, samen met zijn oudere broer Filips. Omdat hij nog minderjarig was, nam zijn moeder het regentschap waar. In 1442 werd hij meerderjarig verklaard. Daarna sloten de broers het hierboven vermelde verdelingsverdrag. 
Door zijn huwelijk met Johanna van Loon-Heinsberg verkreeg Johan de heerlijkheid Heinsberg en het bezit van de heren van Diest. Hij noemde zichzelf nu ook heer van Heinsberg, Diest en Zichem en burggraaf van Antwerpen.
Johan had ook een persoonlijke relatie met de literaire activiteit van zijn moeder. Zij vertaalde in de eerste helft van de 15e eeuw vier jongere Franse hoofse romans (chansons de geste) in Vroegnieuwhoogduits proza. Johan liet onder andere prachtig bewerkte handschriften van deze ridderromans vervaardigen. Exemplaren van de handschriften en wiegedrukken die hij bezat, bevinden zich tegenwoordig in de Hertog August Bibliotheek te Wolfenbüttel, en de Staats- en Universiteitsbibliotheek Hamburg.
Uit zijn huwelijk met Johanna van Loon-Heinsberg werden twee dochters geboren. De oudste, Elisabeth, erfde Heinsberg, Diest, Zichem en Zeelhem van haar vader.
Uit zijn tweede huwelijk met Elisabeth van Württemberg werd postuum geboren Johan Lodewijk, die zijn vader opvolgde als graaf van Saarbrücken.

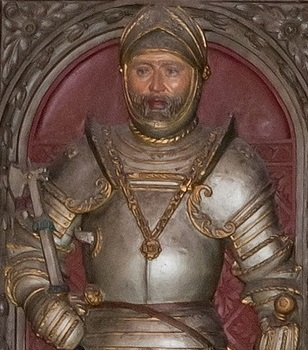
Johan Lodewijk, detail van zijn grafmonument

### Johan Lodewijk (1472-1544)
Johan Lodewijk van Nassau-Saarbrücken (Saarbrücken, 20 oktober 1472 - Saarbrücken, 4 juni 1545) was de enige zoon van graaf Johan II en Elisabeth van Württemberg. Hij werd geboren toen zijn vader reeds drie maanden overleden was. Hij stond tot 1490 onder regentschap.
Door zijn tweede huwelijk kwam in 1527 het graafschap Saarwerden en de helft van de heerlijkheid Lahr-Mahlberg en een deel van Kehl aan Johan Lodewijk.
In 1544 verdeelde hij zijn bezittingen onder zijn zoons Filips, Johan en Adolf, maar behield een kwart van de inkomsten. 
Uit zijn huwelijk met Elisabeth van Palts-Zweibrücken werden zes dochters geboren. Uit zijn tweede huwelijk met Catharina van Meurs-Saarwerden werden vijf dochters en vier zoons geboren.

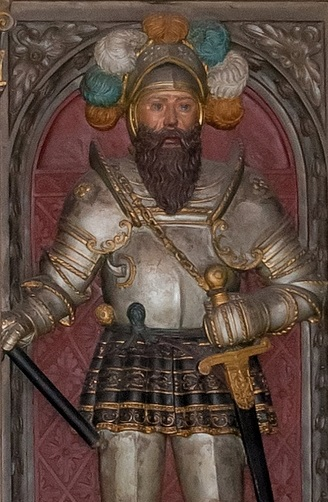
Filips, detail van zijn grafmonument

### Filips (1544-1554)
Filips van Nassau-Saarbrücken (Saarbrücken, 25 juli 1509 - Straatsburg, 19 juni 1554) was de oudste zoon van graaf Johan Lodewijk en Catharina van Meurs-Saarwerden. 
Bij de afstand van zijn vader in 1544 verkreeg Filips het graafschap Saarbrücken. Het graafschap Saarwerden bleef gemeenschappelijk bezit. Filips resideerde vanaf toen in Saarbrücken. 
In 1554 droeg Filips om gezondheidsredenen de regering aan zijn broers over. Zijn huwelijk met Apollonia van Leiningen-Hartenburg bleef kinderloos.

### Adolf (1544-1559)
Adolf van Nassau-Saarbrücken (Saarbrücken, 22 augustus 1526 - 26 november 1559) was de vierde zoon van graaf Johan Lodewijk en Catharina van Meurs-Saarwerden. 
Bij de afstand van zijn vader in 1544 verkreeg Adolf onder andere de Saarbrückense delen van de heerlijkheid Kirchheim. Het graafschap Saarwerden bleef gemeenschappelijk bezit. Na de dood van hun broer Filips in 1554 erfden Johan en Adolf het graafschap Saarbrücken. Johan en Adolf verdeelden hun bezittingen in 1556. Adolf verkreeg onder andere het graafschap Saarwerden.
Zijn huwelijk met Anastasia van Isenburg-Grenzau bleef kinderloos.

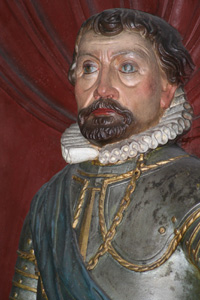
Johan III, detail van zijn grafmonument

### Johan III (1544-1574)
Johan III van Nassau-Saarbrücken (Saarbrücken, 5 april 1511 - Saarbrücken, 23 november 1574) was de tweede zoon van graaf Johan Lodewijk en Catharina van Meurs-Saarwerden. 
Johan ontving zijn opleiding aan het hof van keizer Karel V in Brussel. Hij diende als officier in keizerlijke dienst. In 1550 werd hij benoemd tot kolonel van de keizerlijke lijfwacht. Na de troonsafstand van Karel V, diende hij Filips II. Omstreeks 1557 nam hij definitief ontslag.
Bij de afstand van zijn vader in 1544 verkreeg Johan de heerlijkheden Ottweiler en Homburg. Het graafschap Saarwerden bleef gemeenschappelijk bezit. De daadwerkelijke heerschappij aanvaardde Johan pas in 1547. Na de dood van zijn broer Filips in 1554 verkreeg hij ook het graafschap Saarbrücken. In 1559 erfde hij van zijn broer Adolf het graafschap Saarwerden en de heerlijkheid Kirchheim. Johan resideerde vanaf 1560 in Saarbrücken. Hij bleef ongehuwd. 
Met Johan III stierf het Huis Nassau-Saarbrücken uit. Erfgenamen waren de graven Albrecht van Nassau-Weilburg en Filips van Nassau-Neuweilnau.

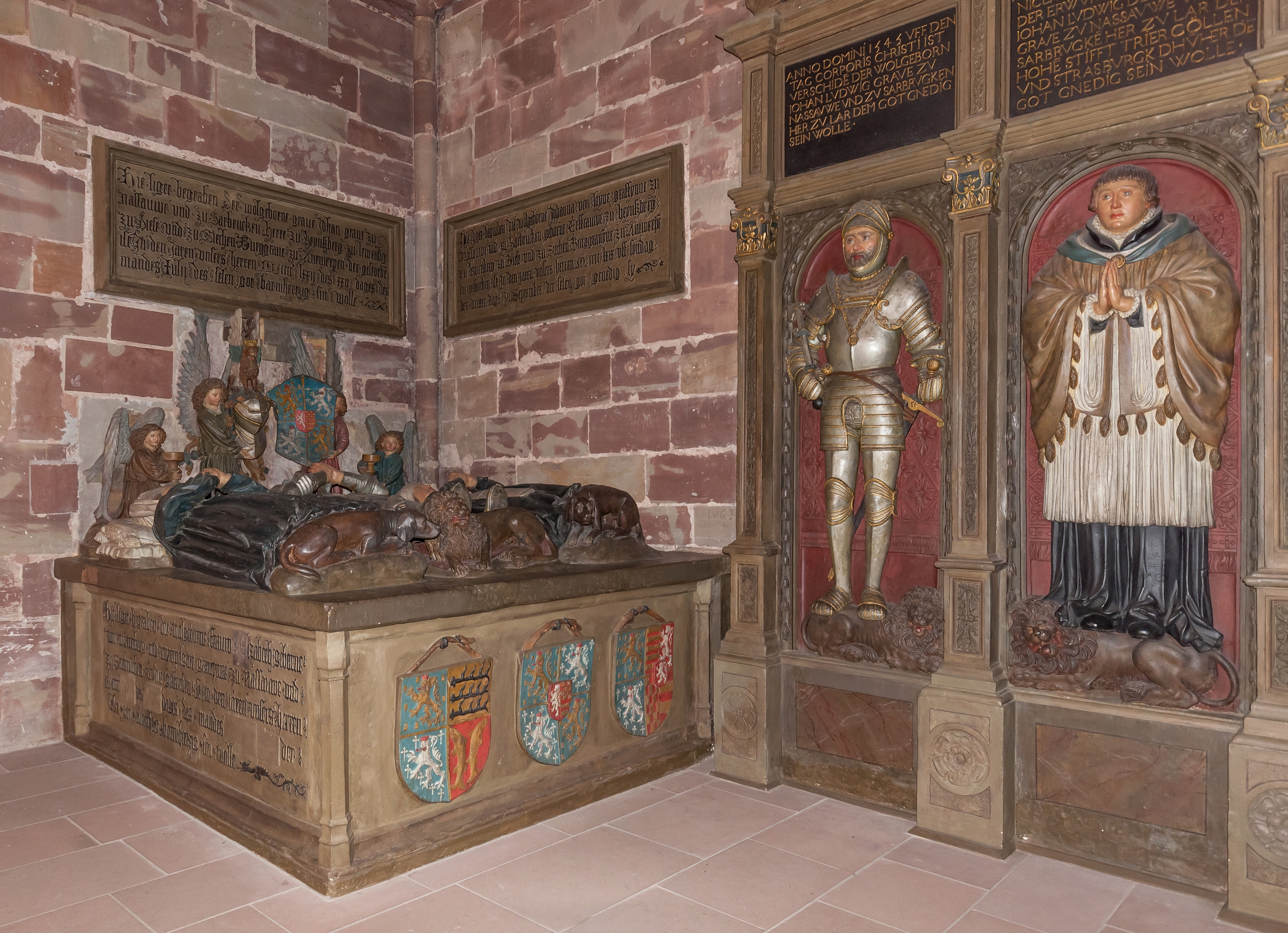
De graftombe (links) van Johan II en zijn beide echtgenotes
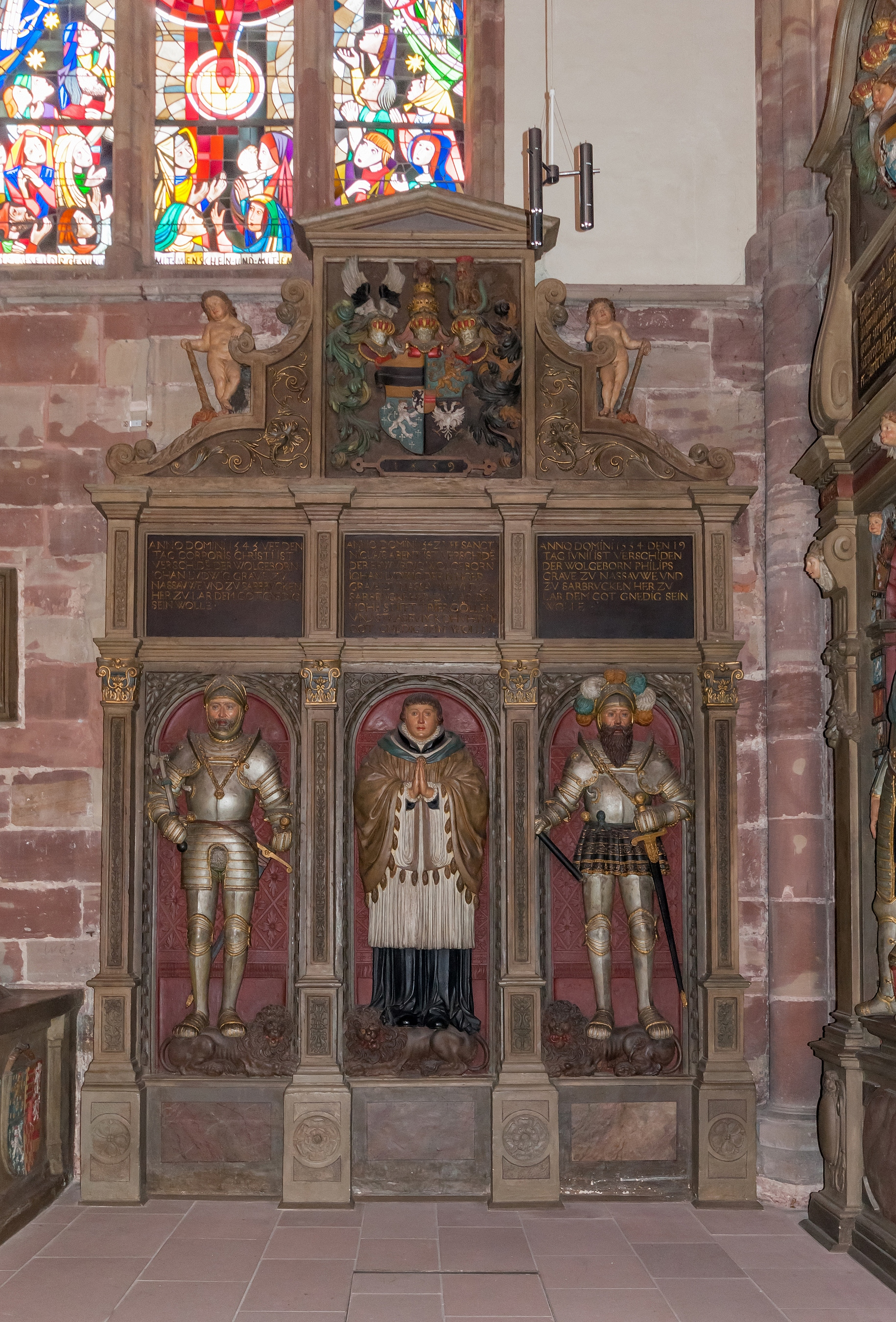
Het grafmonument voor Johan Lodewijk en diens zoons Johan Lodewijk en Filips
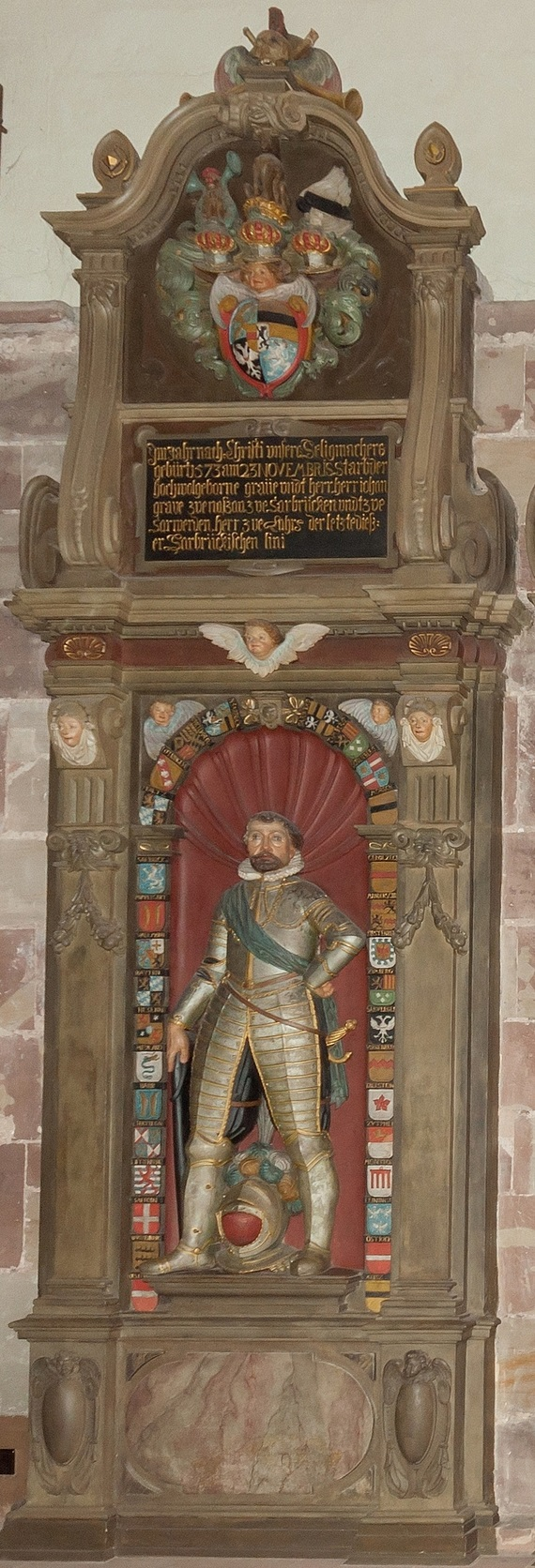
Het grafmonument voor Johan III
Het familiewapen sinds 1527

## Overige leden uit het huis

### Johan Lodewijk
Johan Lodewijk van Nassau-Saarbrücken (Saarbrücken, 29 maart 1524 - Saarbrücken, 6 december 1542) was de derde zoon van graaf Johan Lodewijk en Catharina van Meurs-Saarwerden.
Johan Lodewijk volgde een kerkelijke carrière en was domheer te Keulen sinds 1534, domheer te Trier sinds 1536 en domheer te Straatsburg sinds 1539. Hij studeerde theologie in Freiburg im Breisgau. Hij overleed door een val van zijn paard en werd begraven in de Stiftskirche Sankt Arnual.

## Latere takken Nassau-Saarbrücken
Nadien zijn er nog drie zijtakken van de Walramse Linie van het Huis Nassau geweest die Nassau-Saarbrücken genoemd worden:
- de van 1574 tot 1602 bestaande tweede tak;
- de van 1629 tot 1723 bestaande derde tak;
- de van 1735 tot 1797 bestaande vierde tak.